# Milford (Ohio)
Milford è un comune degli Stati Uniti d'America, situato nello stato dell'Ohio, diviso tra la contea di Clermont e la contea di Hamilton.